# Steinkirchen (Oberbayern)

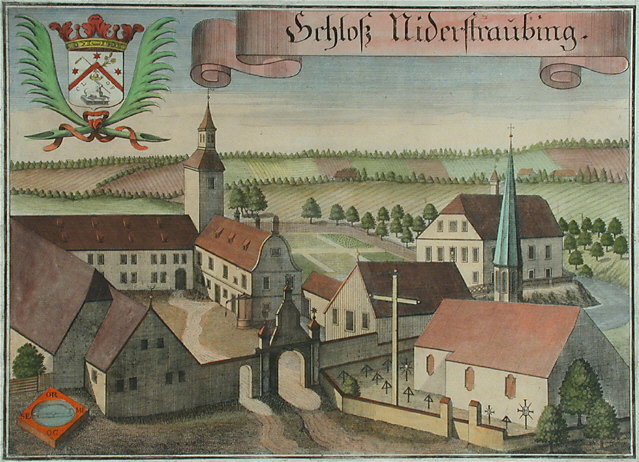
Das im 19. Jh. abgebrochene Schloss Niederstraubing im Ortsteil Niederstraubing

Steinkirchen ist eine Gemeinde im oberbayerischen Landkreis Erding. Der gleichnamige Hauptort befindet sich mittig. Die Gemeinde ist Mitglied der gleichnamigen Verwaltungsgemeinschaft.

## Geografie

### Lage
Steinkirchen liegt im östlichen Landkreis Erding, inmitten des hügeligen, waldreichen Erdinger Holzlandes, auch tertiäres Hügelland bzw. Isar-Inn-Hügelland genannt. Die Gemeinde liegt etwa 17 km nordwestlich von Dorfen, 26 km südlich von Landshut sowie jeweils 19 km von Moosburg an der Isar und der Kreisstadt Erding entfernt. Da Steinkirchen östlich des Flughafens München liegt, befindet sich dort (je nach Windrichtung) die Einflugschneise.

### Gemeindegliederung
Es gibt 26 Gemeindeteile (in Klammern ist der Siedlungstyp angegeben):
- Am Holz (Weiler)
- Am See (Weiler)
- Baumgarten (Einöde)
- Brenning (Einöde)
- Deuting (Einöde)
- Ebering (Einöde)
- Eldering (Dorf)
- Giglhub (Einöde)
- Grabing (Dorf)
- Grahbruck (Einöde)
- Hainberg (Einöde)
- Hienraching (Dorf)
- Hofstarring (Kirchdorf)
- Kienraching (Weiler)
- Kögning (Kirchdorf)
- Krottenthal (Weiler)
- Lindgraß (Einöde)
- Niederstraubing (Kirchdorf)
- Nödlreuth (Einöde)
- Oberstraubing (Dorf)
- Oed (Einöde)
- Pfaffing (Weiler)
- Pirka (Weiler)
- Riemading (Einöde)
- Sillading (Weiler)
- Steinkirchen (Pfarrdorf)

Es gibt die Gemarkungen Hofstarring und Steinkirchen.

## Geschichte

### Bis zur Gemeindegründung
Für das Jahr 1133 findet sich erstmals ein Hinweis auf den Namen Steinkirchen in einer Urkunde. In einer Moosburger St. Kastulusurkunde wird ein Rüdiger de steininen Kirchen als Zeuge genannt.
Ab dieser Zeit finden sich weitere Erwähnungen, so z. B. 1159/61, als die Ministeriale Juditta von Steinkirchen ein Gut zu Grasbrunn dem Hochstift Freising schenkte und Isengrim de Steinenkirchen dabei als Zeuge fungierte. Im 13. Jahrhundert traten in Freisinger Handschriften Eberhard und seine Söhne Heinrich, Albert, Ulrich, Konrad und Friedrich de Stainkirchen sowie Vilbirgis de Steinchirc auf.
Seit 1315 war Steinkirchen Pfarrei mit ungewöhnlich vielen Filialen; am 6. April 1374 wurden dem Freisinger Dompropst Johannes von Kammerberg die Pfründe der Pfarrei Steinkirchen verliehen und gleichzeitig die Pfarrei mit der Freisinger Dompropstei vereinigt.
In der Neuzeit war Steinkirchen lange Zeit niederbayerisch: Es gehörte zum Rentamt Landshut und zum Landgericht Erding des Kurfürstentums Bayern. Im Zuge der von Montgelas eingeleiteten Verwaltungsreformen in Bayern entstand mit dem Gemeindeedikt von 1818 die heutige Gemeinde.

### Verwaltungsgemeinschaft
Seit 1978 besteht die Verwaltungsgemeinschaft Steinkirchen mit Sitz in Steinkirchen.

### Eingemeindungen
Während der bayerischen Gemeindereform kam am 1. Oktober 1971 die Gemeinde Hofstarring zu Steinkirchen.

### Religionen
Die überwiegende Zahl der Einwohner Steinkirchens ist römisch-katholisch. Der Pfarrgemeinde Steinkirchen steht momentan Pfarrer Jacek Jamiolkowski vor. Er folgte 2005 auf Pfarradministrator Herbert Aneder.

### Einwohnerentwicklung
Gemäß Bayerischem Landesamt für Statistik haben sich die Einwohnerzahlen jeweils zum 31. Dezember eines Jahres wie folgt entwickelt:
| Jahr | Einwohner |
| ---- | --------- |
| 1960 | 1112      |
| 1970 | 1070      |
| 1980 | 1030      |
| 1990 | 1104      |
| 1995 | 1160      |
| 2000 | 1167      |
| 2005 | 1162      |

| Jahr | Einwohner |
| ---- | --------- |
| 2006 | 1162      |
| 2007 | 1156      |
| 2008 | 1140      |
| 2009 | 1149      |
| 2010 | 1153      |
| 2011 | 1180      |
| 2012 | 1148      |

| Jahr | Einwohner |
| ---- | --------- |
| 2013 | 1174      |
| 2014 | 1203      |
| 2015 | 1212      |
| 2016 | 1219      |

- Seit 1972, dem Jahr der Gemeindereform, hat sich die Einwohnerzahl bis 2015 um 146 Personen erhöht. Das entspricht einem Wachstum von 13,70 Prozent.
- Zwischen 1988 und 2018 wuchs die Gemeinde von 1071 auf 1256 um 185 Einwohner bzw. um 17,3 % – der niedrigste prozentuale Zuwachs im Landkreis Erding im genannten Zeitraum.

## Politik

### Gemeinderat
Zur Gemeinderatswahl 2020 trat ausschließlich die Überparteiliche Wählergemeinschaft Steinkirchen an, die bei einer Wahlbeteiligung von 71,91 % alle zwölf Sitze erhielt.

### Bürgermeister
Ehrenamtlicher erster Bürgermeister ist Johann Schweiger von der Überparteilichen Wählergemeinschaft Steinkirchen. Er wurde bei der Wahl am 15. März 2020 mit 93,6 % gewählt und ist seit 1. Mai 2020 im Amt.

### Verwaltungsgemeinschaft
Steinkirchen ist Sitz der Verwaltungsgemeinschaft Steinkirchen, die aus den Gemeinden Hohenpolding, Inning, Kirchberg und Steinkirchen besteht.

### Wappen und Flagge
|                               | Blasonierung: „In Silber ein doppelter, gemauerter Spitzbogen, oben eine rote Krone, unten ein schwebender grüner Dreiberg.“ |
| am 8. Februar 1983 festgelegt | |

Neben dem Wappen führt die Gemeinde eine Flagge mit den Farben Grün-Weiß-Rot.

## Kultur und Sehenswürdigkeiten

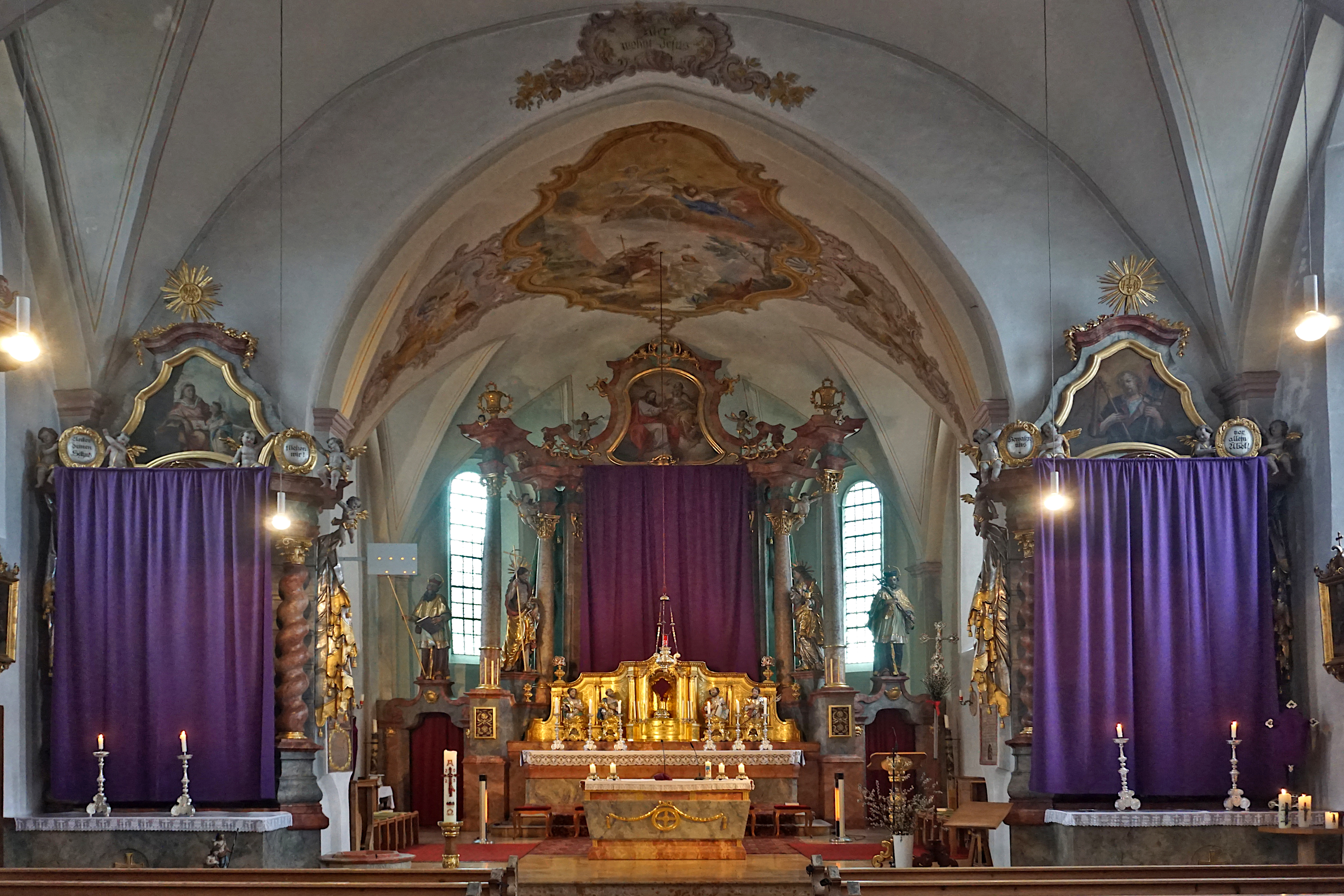
Innenraum der Kirche

- Katholische Pfarrkirche St. Johannes Baptist und Johannes Evangelist in Steinkirchen, erbaut zweite Hälfte 15. Jh., im 18. Jh. barockisiert
- Katholische Filialkirche St. Laurentius in Hofstarring, erbaut 1767 von Johann Baptist Lethner
- Katholische Filialkirche St. Martin in Niederstraubing

Erwähnenswert ist die nördlich von Hofstarring im Wald gelegene Bründlkapelle. Sie wurde 1707 vom Hofstarringer Wirt Markmair zum Dank für Rettung aus schwerer Krankheit über einer vielbesuchten Quelle erbaut. Im Jahre 1768 kaufte der damalige Pfarrer Deutinger für 2 Gulden einen kleinen Altar, in den der Wartenberger Maler Josef Zach eine Kopie des Passauer Maria-Hilf-Bildes einfügte. Seit dem Zweiten Weltkrieg wurde die Wallfahrt verstärkt, weil sie als Mahnstätte der ortsansässigen Veteranenvereine dem Frieden dient.
Einige Kilometer nordwestlich von Steinkirchen steht auf einer kleinen Anhöhe das Schloss Pirka. Nur das Herrenhaus davon ist erhalten, wenn auch verändert gegenüber der Ansicht von Michael Wening um 1718.
Im Heimatmuseum in Thal (bei Schröding) wird seit 2008 ein historischer Hof gezeigt.

## Wirtschaft einschließlich Land- und Forstwirtschaft
Die Gemeinde Steinkirchen ist agrarisch geprägt. Industrie ist nicht vorhanden. Nur wenige Handwerks- und Gewerbebetriebe sind am Ort ansässig, der Großteil der Einwohner arbeitet als Pendler außerhalb.
Es gab 1998 nach der amtlichen Statistik im Bereich der Land- und Forstwirtschaft sechs, im produzierenden Gewerbe 41 und im Bereich Handel und Verkehr 57 sozialversicherungspflichtig Beschäftigte am Arbeitsort. In sonstigen Wirtschaftsbereichen waren am Arbeitsort 22 Personen sozialversicherungspflichtig beschäftigt. Sozialversicherungspflichtig Beschäftigte am Wohnort gab es insgesamt 436. Im verarbeitenden Gewerbe gab es vier, im Bauhauptgewerbe zwei Betriebe. Zudem bestanden im Jahr 1999 64 landwirtschaftliche Betriebe mit einer landwirtschaftlich genutzten Fläche von 1178 ha, davon waren 866 ha Ackerfläche und 304 ha Dauergrünfläche.
2018 gab es nach der amtlichen Statistik 207 sozialversicherungspflichtig Beschäftigte am Arbeitsort, davon im Bereich der Land- und Forstwirtschaft fünf und als öffentliche und private Dienstleister 46. Sozialversicherungspflichtig Beschäftigte am Wohnort gab es insgesamt 587.

### Verkehr
Steinkirchen liegt an der Kreisstraße ED 26 und ED 28. Aufgrund der geringen Größe der Gemeinde ist die Verkehrsanbindung nicht besonders ausgeprägt. Lediglich der LKW-Verkehr der Strecke B15-Moosburg bringt ein etwas größeres Verkehrsaufkommen. Eine ÖPNV-Anbindung besteht mit der MVV Buslinie 561.

### Bildung
Im Gemeindebereich Steinkirchen gibt es einen kirchlich getragenen Kindergarten. Steinkirchen ist Mitglied im Schulverband Schröding mit zwei Grundschulen in Schröding und Hohenpolding. Weiterführende Schulen befinden sich in Taufkirchen (Vils) (Haupt- und Realschule), sowie in Dorfen (Förderschule, Hauptschule mit M-Zug, Gymnasium).

## Söhne und Töchter der Gemeinde
- Franz Xaver Ertl (1919–2016), Theologe
- Markus Heinsdorff (* 1954), Installationskünstler